# SF3B5
SF3B5‏ (Splicing factor 3b subunit 5) هوَ بروتين يُشَفر بواسطة جين SF3B5 في الإنسان. البروتين هو جزء من عامل الربط 3 ب.